# Raión de Oleksandrivka (Donetsk)
Raión de Oleksándrivka (en ucraniano: Олексáндрівський район) es un antiguo raión o distrito de Ucrania en el óblast de Donetsk. La capital fue la ciudad de Oleksándrivka.
Comprende una superficie de 1010 km².

## Demografía
Según estimación 2010 contaba con una población total de 29241 habitantes.

## Otros datos
El código KOATUU es 1420300000. El código postal 84000 y el prefijo telefónico +380 6269.